# Huayi Brothers
Huayi Brothers Media Corp. (em chinês:  华谊兄弟传媒股份有限公司) é uma empresa multinacional chinesa de entretenimento que possui um estúdio de cinema, uma produtora de televisão, uma agência de talentos, uma gravadora e uma rede de cinemas fundada em Pequim por Wang Zhongjun e Wang Zhonglei em 1994. A empresa foi notícia mundial em 30 de outubro de 2009, quando o Shenzhen Stock Exchange ChiNext Board foi interrompido, depois que o preço das ações da HBMC atingiu 122,74 por cento acima de seu preço de IPO, para abrir a 63,66 yuans por ação. Patrick Frater, da Variety, chamou-o de "o maior conglomerado cinematográfico do setor privado da China". Em 2014, a empresa era a sétima maior distribuidora de filmes da China, com 2,26% do mercado.

## História
A empresa foi fundada em 1994 como produtora de filmes. Ela passou por uma ampla expansão na indústria de mídia por meio de investimentos e agora produz filmes, programas de TV e música e opera um estúdio de cinema, uma produtora de TV, uma agência de talentos, uma gravadora e cinemas. Em fevereiro de 2011, a Huayi Brothers revelou seus planos de criar o maior complexo de estúdios de TV e cinema do Leste Asiático. Além disso, eles anunciaram que pretendem ganhar 10 bilhões de yuans em bilheteria até 2016. Em abril de 2015, a empresa valia US $ 7,9 bilhões.
Em 2014, a empresa anunciou que concordou em investir até US $ 150 milhões na Studio, a produtora lançada pelo ex-executivo da Warner Bros. Jeff Robinov, mas o conglomerado Fosun International, com sede em Xangai, posteriormente assinou um acordo para investir na empresa de Robinov. No mesmo ano, a empresa adquiriu participação de 79% na GDC Technology Limited, um provedor de soluções de Cinema Digital, que era detida pelos fundos de private equity Carlyle Group e Yunfeng Capital.